# Bénédictine

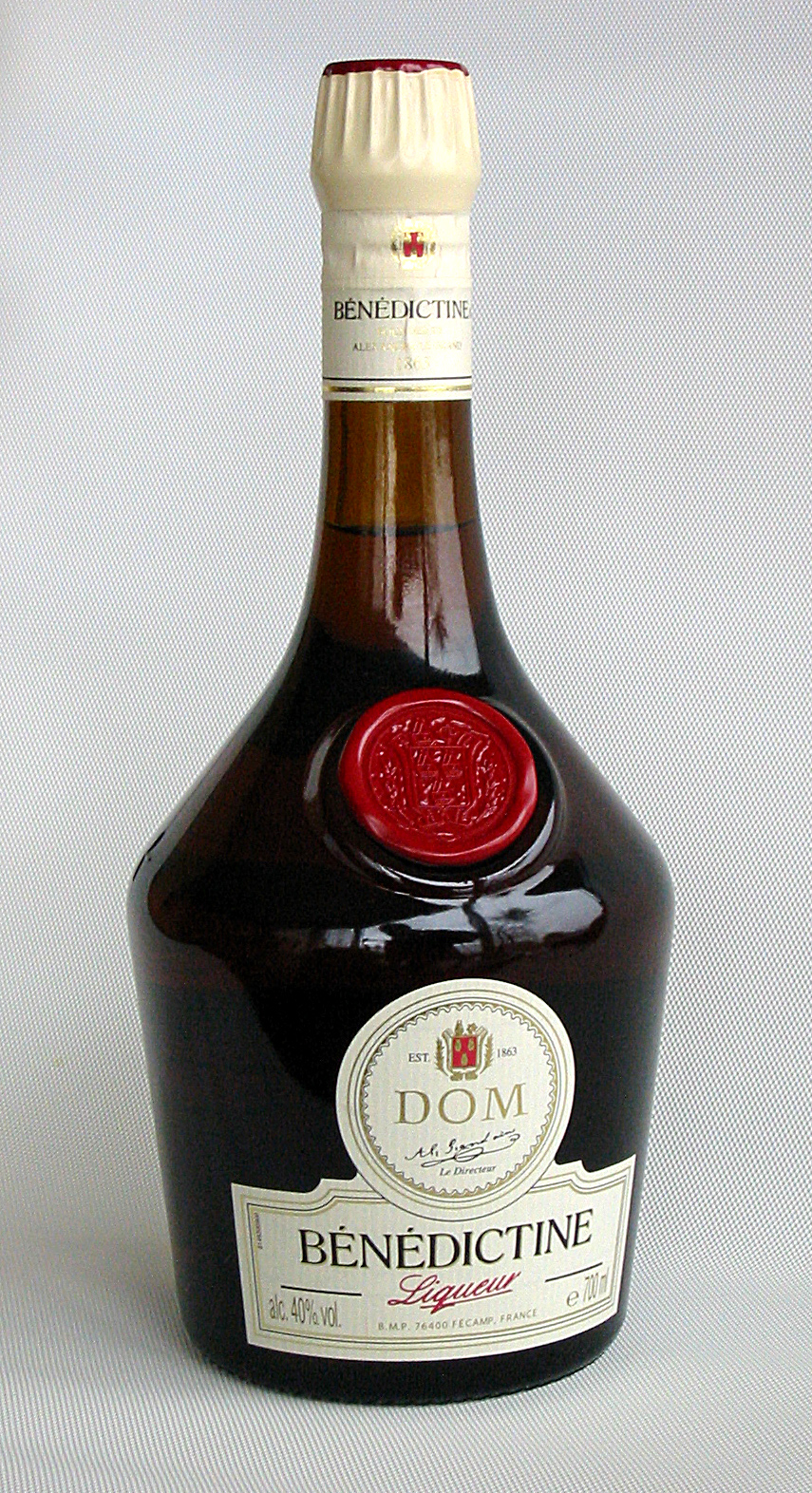
Eine Flasche Bénédictine (2008)

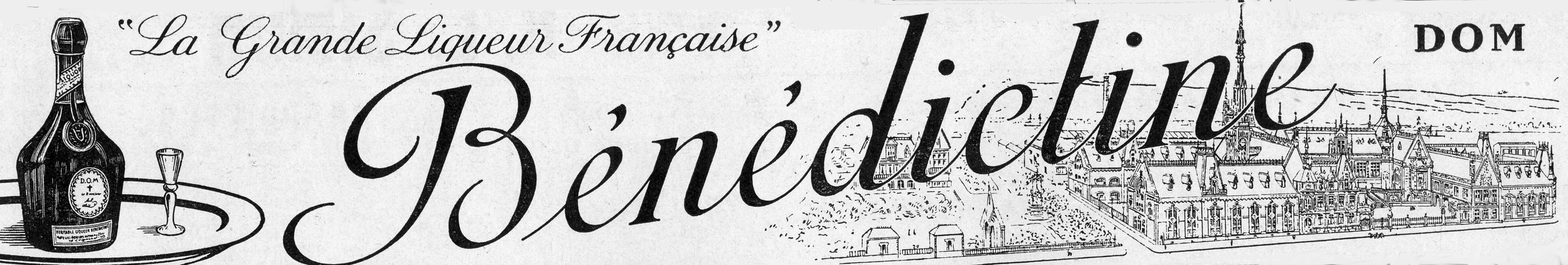
Werbeslogan La Grande Liqueur Française („der große französische Likör“) (1923)

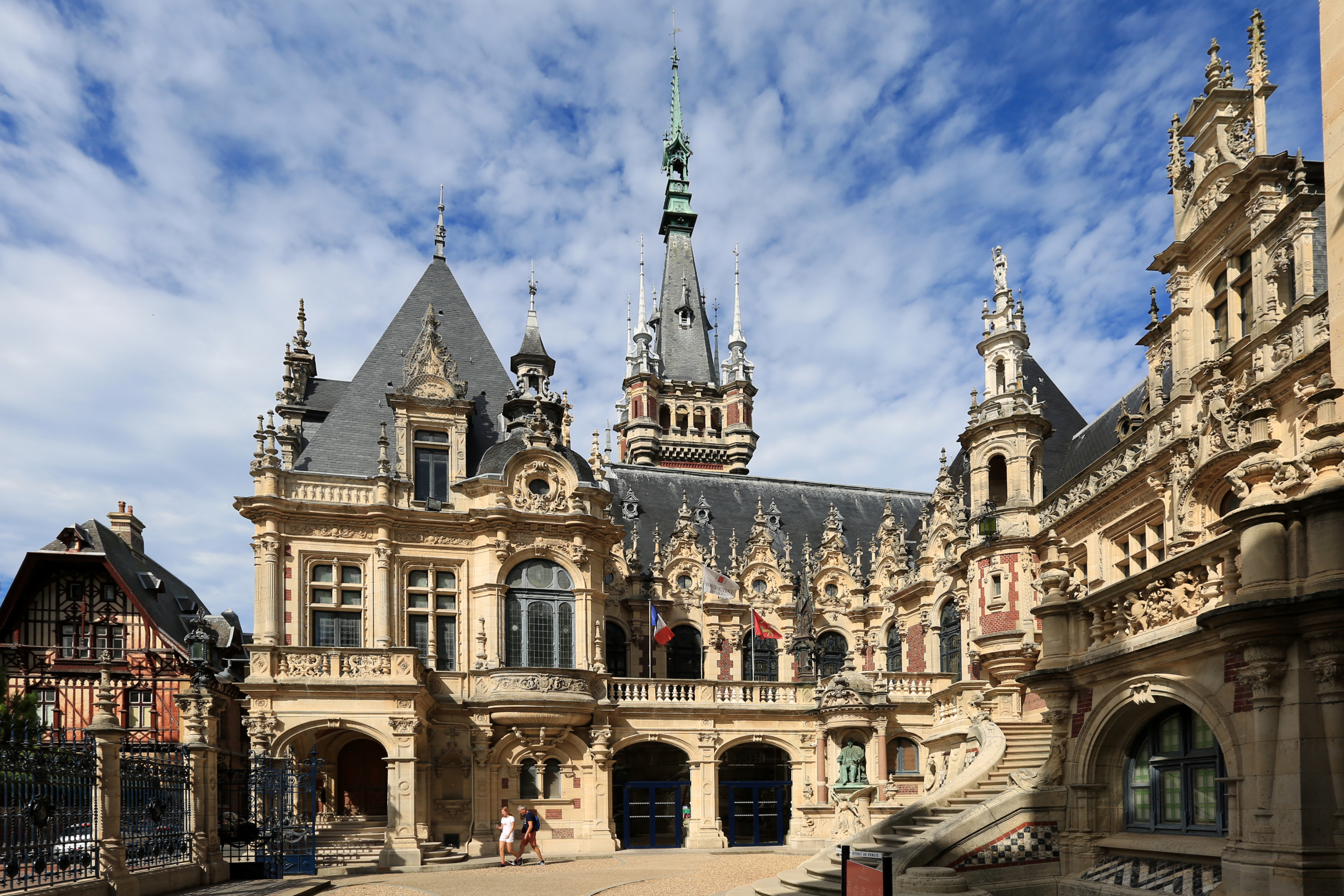
Palais Bénédictine

Bénédictine ist ein Kräuterlikör, der seit 1863 kommerziell in Frankreich hergestellt wird. Die Rezeptur soll auf wesentlich ältere Elixiere der Benediktinermönche zurückgehen, woran das voran- oder nachgestellte Akronym D.O.M. (auch D.O.M oder DOM) erinnert. Es steht für die lateinische Wendung Deo Optimo Maximo, auf Deutsch: „Gott, dem Besten und Größten“, die sonst auf christlichen Weihinschriften zu lesen ist. B & B (ursprünglich B and B) ist ein Cocktail aus Brandy (Weinbrand) und Bénédictine, der seit den 1930er Jahren auch als fertiger Likör erhältlich ist. Beide Marken gehören heute zum Spirituosenkonzern Bacardi. Das Palais Bénédictine in Fécamp (Normandie) wurde in den 1890er Jahren im Stil des Historismus als Produktionsstätte für den Likör errichtet und dient darüber hinaus als Besucherzentrum und Kunstmuseum.

## Geschichte

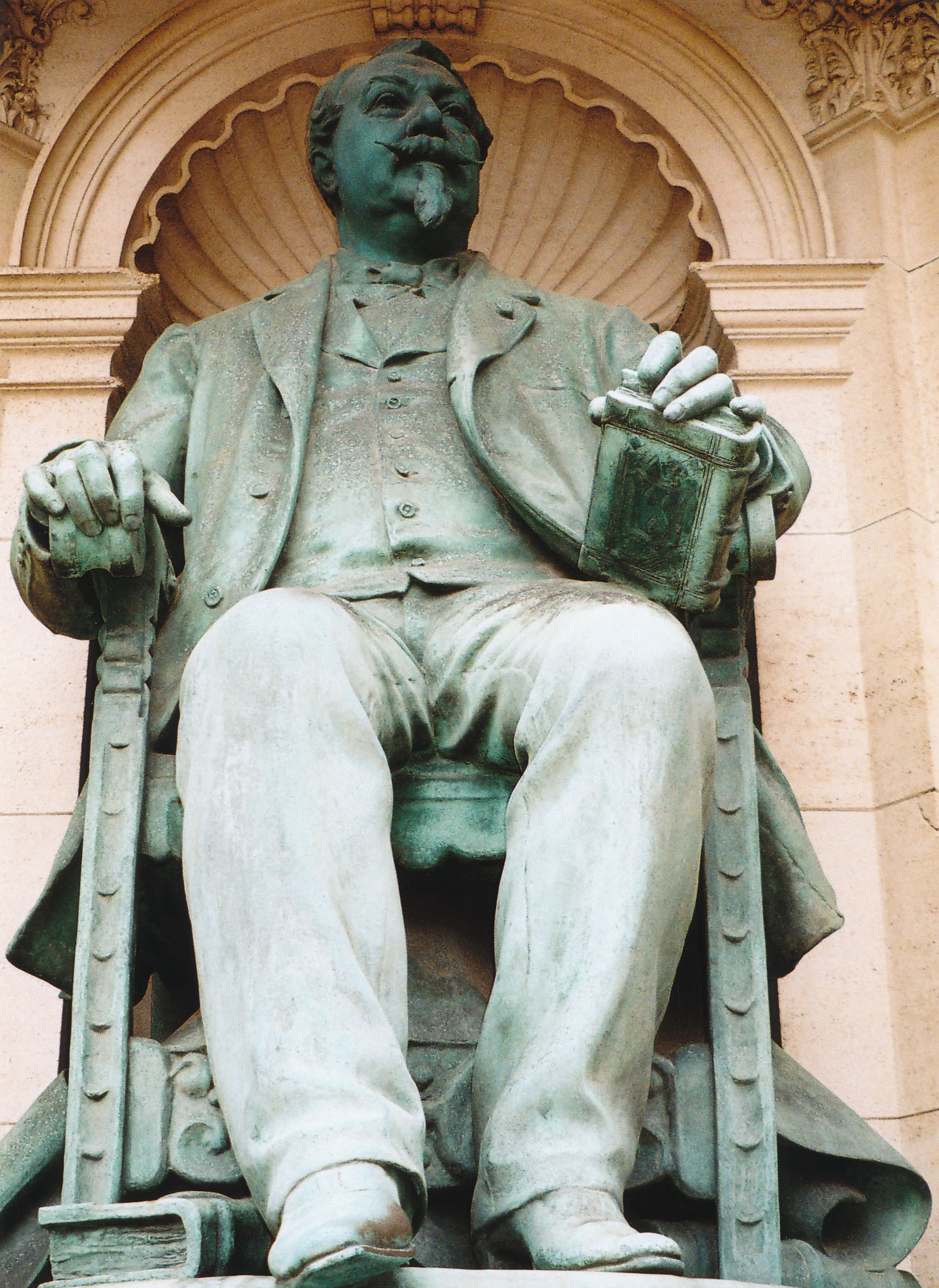
Statue des Unternehmensgründers Alexandre Legrand

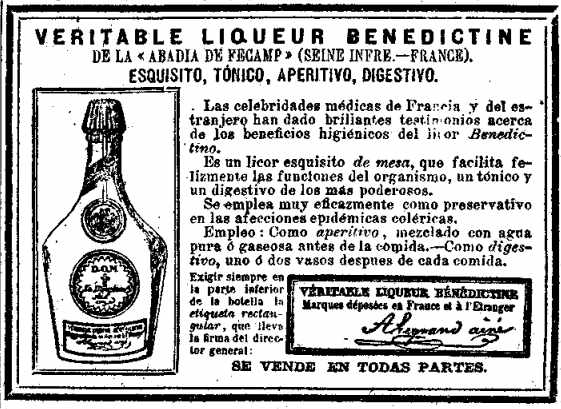
Frühe Werbeanzeige für Bénédictine auf Spanisch (1886)

Ähnlich wie der traditionsreiche Likör Chartreuse soll auch Bénédictine auf alte Klosterrezepturen zurückgehen. Als Vorbild hätten Arzneien und Kräuterelixiere aus der Abtei Fécamp der Benediktiner gedient. Dort habe der ursprünglich aus Venezien stammende Mönch Bernardo Vincelli bereits um 1510 Vorläufer des späteren Likörs zubereitet, darunter ein Elixier, „das aus Kräutern und Gewürzen ‚aus allen vier Ecken der Welt‘ bestand, wie Zimt aus Sri Lanka, Safran aus Griechenland, Vanille aus Madagaskar, Muskat aus Indonesien, Kardamom aus Indien, Myrrhe aus Saudi-Arabien, Koriander aus dem Mittelmeerraum, Moschuskörner aus der Karibik und Ysop aus Frankreich“. Fast 300 Jahre lang soll das Elixier von den Mönchen hergestellt und als Heilmittel gegen allerlei Beschwerden verkauft worden sein; sein Ruf habe sich bis an den königlich–französischen Hof herumgesprochen. Im Verlauf der Französischen Revolution wurde die Abtei Fécamp jedoch als eine der ersten in Frankreich geplündert, beinahe völlig zerstört und ihr Besitz in den frühen 1790er Jahren als Bien national verkauft. Teile der Klosterbibliothek sollen dabei in den Besitz von Prosper-Elie Covillard gelangt sein, dem Finanzvollstrecker der Region Fécamp.
Etwa 70 Jahre nach der Auflösung der Abtei, im Jahr 1863, habe der Unternehmer und Weinhändler Alexandre Legrand – offenbar ein Verwandter Covillards – in der Bibliothek seiner Familie ein altes, fast 200 handgeschriebene Seiten umfassendes Manuskript aus der Abtei entdeckt, welches Studien über die Anwendung verschiedener Kräuter und Gewürze enthielt. Mit Hilfe eines Apothekers entwickelte er daraus eine Rezeptur für einen Kräuterlikör, den er fortan als Bénédictine vermarktete. Vom Benediktinerorden ließ er sich das Recht einräumen, dessen Wappen auf den Flaschen verwenden zu dürfen und versah das Produkt mit dem Zusatz D.O.M. (bzw. DOM oder wie auf den aktuellen Flaschen D.O.M), um an dessen klösterliche Wurzeln zu erinnern. Die Marke ließ er schützen und beauftragte Werbegrafiker mit der Gestaltung von Anzeigen und Plakaten. Schon im ersten Produktionsjahr 1864 wurden 28.000 Flaschen abgesetzt, zehn Jahre später – 1874 – waren es 170.000 Flaschen, von denen bereits drei Viertel exportiert wurden.
Im Juni 1876 gründete Legrand das Unternehmen Bénédictine S.A. (ausführlich: Société anonyme de la destillerie de la Liqueur Bénédictine de l’Abbaye de Fécamp) und ließ in den folgenden Jahren am Standort Fécamp eine repräsentative Produktionsstätte für den Likör errichten, das Palais Bénédictine. Seinen Namen hatte er zwischenzeitlich in „Le Grand“ geändert, in Anlehnung an „Alexander den Großen“ (franz. Alexandre Le Grand). Seit 1888 wird Bénédictine auch in die Vereinigten Staaten exportiert. Nach Le Grands Tod 1898 wurde das Unternehmen von seiner Familie weitergeführt. Der Likör war schon im ausgehenden 19. Jahrhundert international bekannt und, unter anderem in den Vereinigten Staaten, mehrfach Gegenstand juristischer Auseinandersetzungen um die Markenrechte. In einer Werbeanzeige zu Beginn des 20. Jahrhunderts (nach 1911) wird die Flasche abgebildet und ausdrücklich vor Fälschungen gewarnt.
1937 wurde der Likör B & B entwickelt, eine Fertigmischung aus dem ursprünglichen Bénédictine-Likör und Cognac. Einer anderen Quelle zufolge begann die Vermarktung 1938. 1977 wurde unter der Bezeichnung Café Bénédictine ein Kaffeelikör mit 30 % vol. eingeführt, der sich am Markt jedoch nicht behaupten konnte.
1988 verkaufte die Inhaberfamilie die Bénédictine S.A. an den Wermut-Hersteller Martini & Rossi. Seit der Übernahme der Unternehmensgruppe Martini & Rossi durch die Bacardí-Familie im Jahr 1993 – eine der größten Übernahmen der Spirituosenbranche im 20. Jahrhundert – gehören auch die Bénédictine-Liköre zum Portfolio des internationalen Spirituosenkonzerns Bacardi Ltd.
Zwar waren die klösterlichen Ursprünge des Likörs seit jeher Teil des Marketing, jedoch ist in den letzten Jahren zu beobachten, dass die angeblich jahrhundertealte Tradition wieder verstärkt herausgehoben wird. So ersetzte Bacardi im Jahr 2010 den bisherigen Zusatz „Est. 1863“ (englisch established ‚gegründet‘), das Entstehungsjahr von Legrands Rezeptur, auf den Flaschenetiketten durch „1510“, also das Jahr, in dem ein italienischer Mönch die Abtei Fécamp erreicht und ein Kräuterelixier geschaffen haben soll, und feierte im gleichen Jahr das „500jährige Jubiläum“ des Likörs, unter anderen mit einer Sonderabfüllung, der Black Monk Edition in einer schwarzen Flasche. 2016 ließ Bacardi die um die Zahl 1510 erweiterte Wort-Bild-Marke „D.O.M. 1510 Bénédictine“ schützen.

## Palais Bénédictine

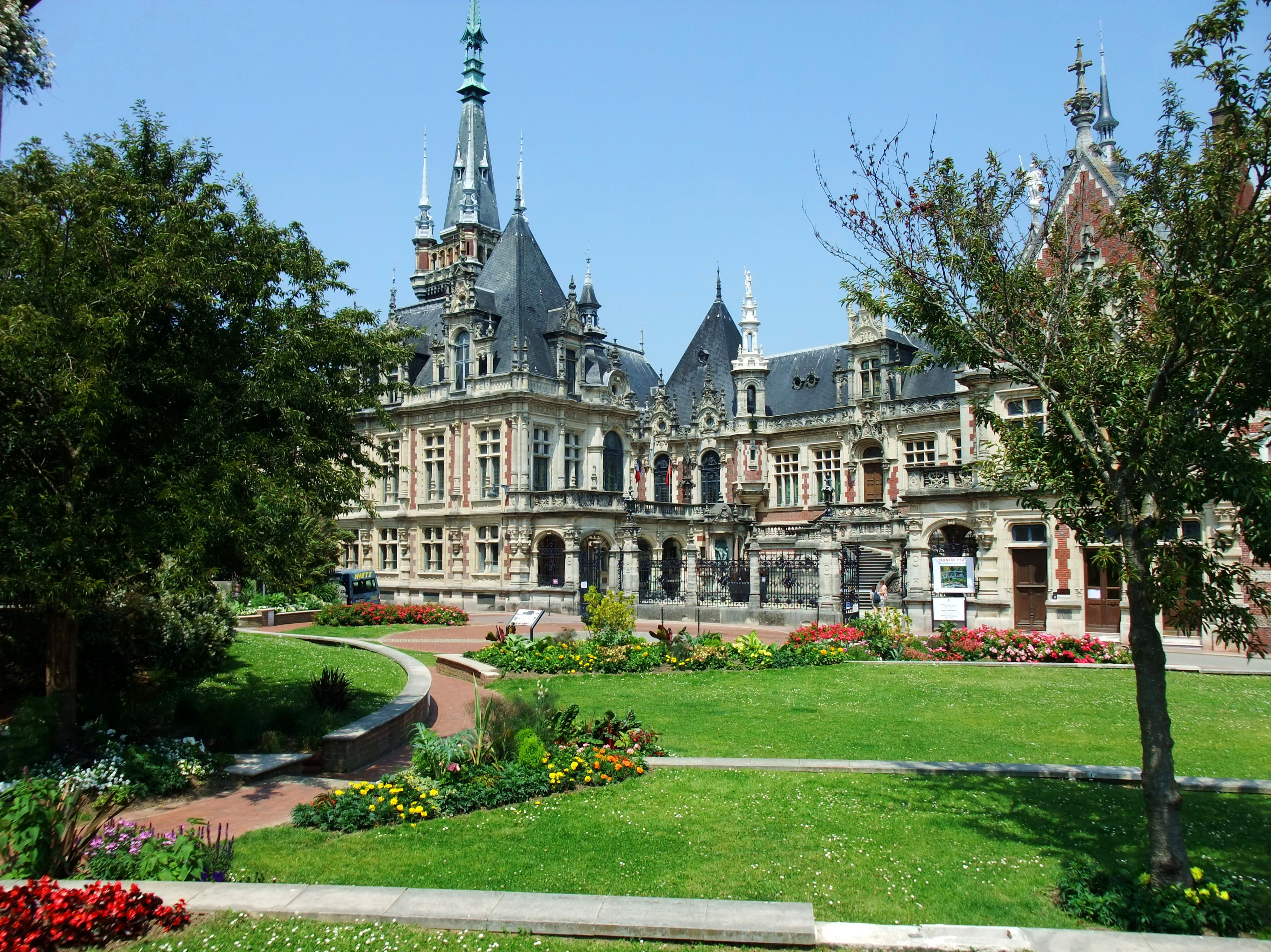
Palais Bénédictine in Fécamp

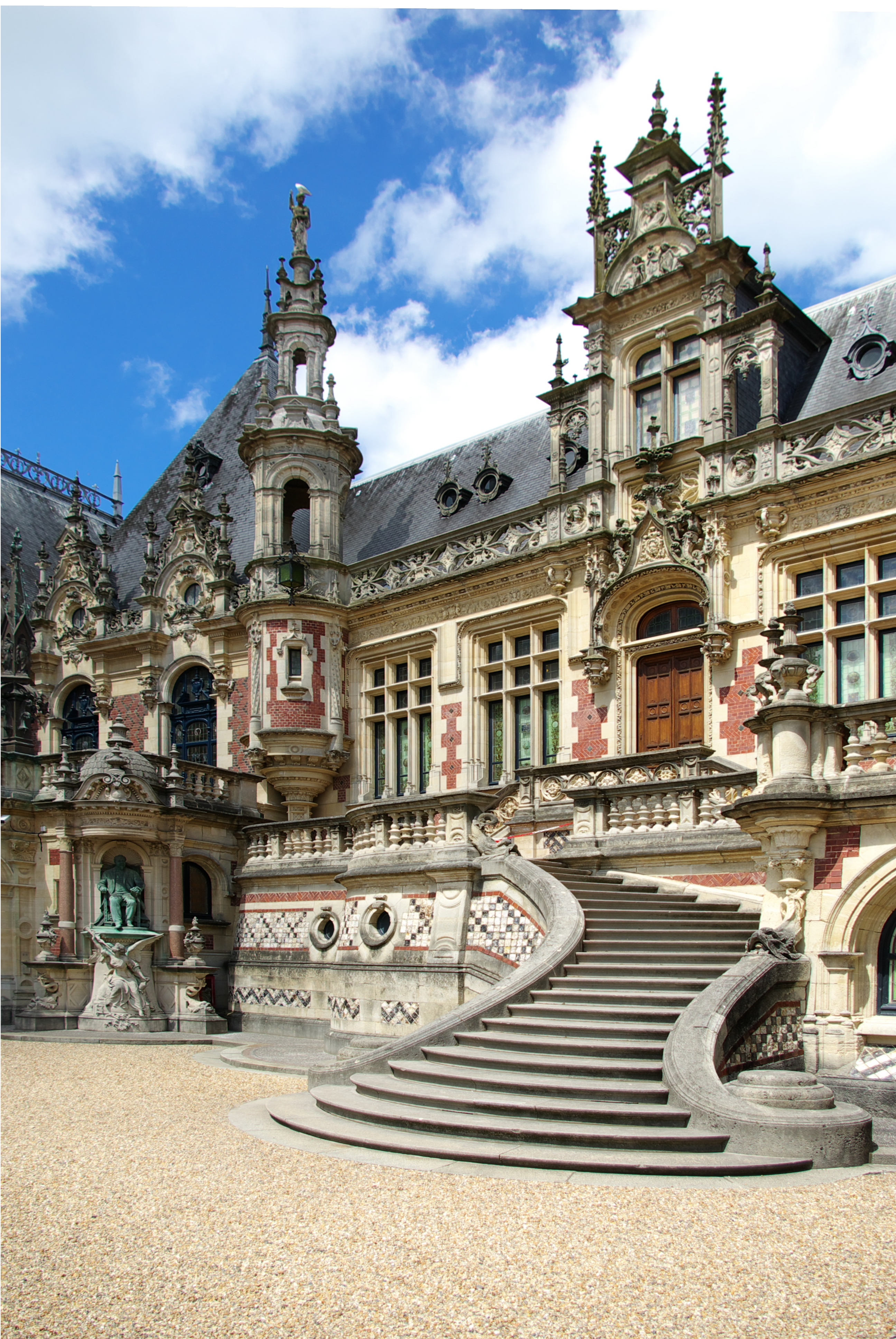
Hauptportal

Im Jahr 1882 beauftragte Legrand den Architekten Camille Albert damit, eine repräsentative Produktionsstätte für seinen Likör zu entwerfen, die er auch bewohnen wollte: das Palais Bénédictine in Fécamp. Es wurde 1888 eingeweiht, jedoch kaum vier Jahre später, im Januar 1892, durch ein Feuer aufgrund von Brandstiftung völlig zerstört. Le Grand entschloss sich zum Wiederaufbau, und in den folgenden Jahren entstand unter erneuter Beteiligung von Camille Albert sowie Ferdinand Marrou, einem Spezialisten für schmiedeeiserne Bauelemente („ferronnier“), ein noch größeres Gebäude: eine Mischung aus Palast und Museum.
Dieses zweite und heute noch erhaltene Palais Bénédictine wurde 1898, in Legrands Todesjahr, fertig gestellt und im Sommer 1900 offiziell eingeweiht. Der eklektizistische Bau vereint Stilelemente der Gotik und der Renaissance und beherbergt im Innern unter anderem Teile der Bibliothek der ehemaligen Abtei, eine Schlüsselsammlung, eine Kunstsammlung mit Werken aus dem 15. und 16. Jahrhundert sowie wechselnde Ausstellungen zeitgenössischer Kunst. So wurden beispielsweise Werke von Miró, Picasso, Andy Warhol, Salvador Dalí und Zao Wou-Ki gezeigt. Zudem dient das Palais auch heute noch teilweise als Produktionsstätte für die Liköre. Allein die Kellergewölbe sollen Platz für über 2 Millionen Liter bieten.
Das Palais Bénédictine kann besichtigt werden und zieht pro Jahr über 120.000 Besucher an (nach anderer Quelle aus 2008 jährlich 155.000 Besucher).

## Zutaten und Herstellung
Hauptzutat von Bénédictine ist Alkohol, wobei die Spirituose mit 40 Volumenprozent einen für Liköre vergleichsweise hohen Alkoholgehalt aufweist, gefolgt von Zucker (nach Angaben der Zeitschrift Mixology 330 Gramm pro Liter), Wasser, pflanzlichen Extrakten und dem Farbstoff Zuckerkulör (E 150b), der dem Produkt eine schwach karamellartige Farbe verleiht. Anders als in manchen älteren Quellen zu lesen ist, wird Bénédictine nicht mit Cognac hergestellt, vielmehr wird aus Zuckerrüben gewonnener Neutralalkohol verwendet.
Nach Herstellerangaben beruht der Likör auf vier Grundelixieren („Esprits“). Dabei werden zunächst getrennt voneinander verschiedene Kräuter und Gewürze mit Neutralalkohol angesetzt (Infusion, Mazeration), je nach Zutaten teilweise in Kupferbrennblasen gebrannt oder doppelt gebrannt und zu einem „Basisblend“ zusammengeführt, der zunächst acht Monate lang ruht. Nach Zugabe von Honig und einem weiteren Kräuter-Safran-Aufguss wird der Blend mehrmals auf bis zu 55 °C erhitzt und reift anschließend vier Monate lang in Eichenfässern. Im letzten Produktionsschritt wird die Mischung filtriert und dient als Grundlage für den Likör.
Zur Rezeptur von Bénédictine sollen 27 Kräuter und Gewürze gehören, darunter Melisse, Ysop, Zimt, Thymian, Kardamom, Nelke, Muskatnuss, Safran und Honig; andere Quellen nennen auch Vanille, Tee und Koriander sowie Myrrhe und Moschuskörner (gemeint sind vermutlich die Samen des Abelmoschus). Laut Etikett weist der Likör auch deutliche Zitrusnoten auf.
Ein verbreitetes Mixbuch aus den 1930er Jahren erwähnt als Zutaten des Likörs Kardamom, Arnika, Engelwurz („angelica root“), Zitronenschale, Thymian, Muskatnuss, Zimtkassie („cassia“), Ysop, Pfefferminze und Nelken. Auffällig ist der dort angegebene, im Vergleich zu heute deutlich höhere Alkoholgehalt von 52 % vol. („volume percent“) − möglicherweise ein Fehler oder eine Sonderabfüllung, denn aus einer Werbeanzeige von 1939 aus der US-amerikanischen Zeitschrift LIFE ist ein Alkoholgehalt von 43 % vol. („86 proof“) ersichtlich. Es sind aber auch Abfüllungen mit 36,5 % vol. („73 proof“), 39,5 % vol. und anderen Alkoholgehalten bekannt.
Trotz des zwischenzeitlich veränderten Alkoholgehalts scheint das Geschmacksprofil des Likörs im Kern unverändert geblieben zu sein: Der Cocktailbuch-Autor Ted Haigh schreibt, er habe beim Probieren von 100 Jahre alten Abfüllungen der Liköre Chartreuse und Bénédictine keinen Geschmacksverlust gegenüber dem zeitgenössischen Produkt feststellen können.
Der Bénédictine Single Cask (engl. „Einzelfass“), eine Sonderabfüllung des Likörs mit 43 % vol. in einer schwarzen Flasche, ist exklusiv nur für Besucher in Fécamp erhältlich.

## B & B

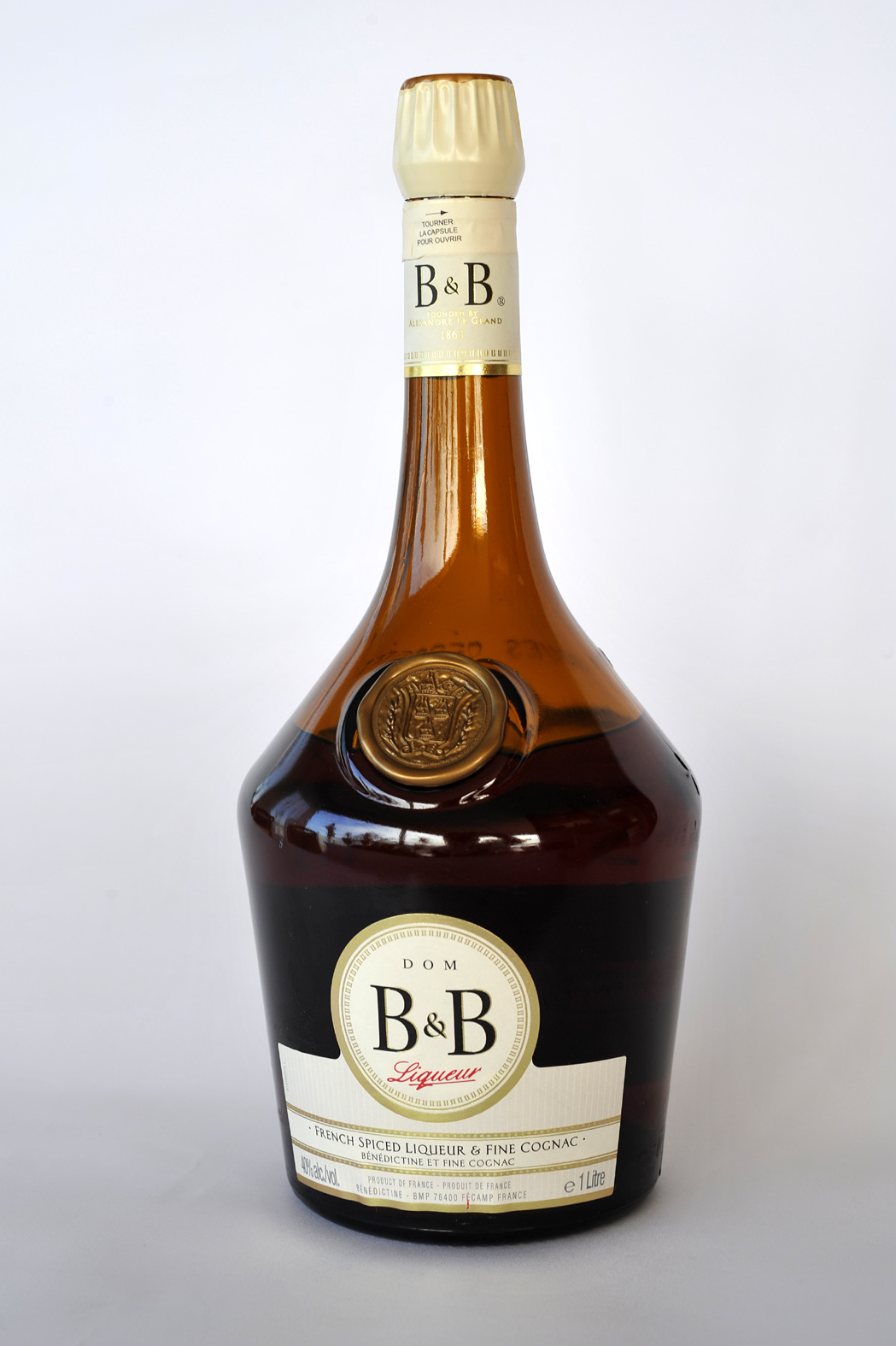
B & B

B & B (ursprünglich B and B) ist die Abkürzung für „Brandy und Bénédictine“. Gemeint ist zum einen ein Cocktail aus beiden Zutaten, zum anderen der gleichnamige Likör aus Bénédictine und Cognac, der seit den 1930er Jahren als Fertigmischung erhältlich ist und wie der ursprüngliche Bénédictine mit dem Zusatz D.O.M. vermarktet wird.
Die Mischung von Bénédictine und Cognac bzw. Weinbrand (Brandy) als Mixgetränk soll bereits im Jahr 1919 von Ernest Hemingway erwähnt worden sein und habe sich vor allem in den Vereinigten Staaten verbreitet. Simon Difford zufolge entstand der Cocktail hingegen erst 1937 im Club 21 in New York. Das Unternehmen Bénédictine S.A. habe den Trend sogleich aufgegriffen und wenig später – je nach Quelle 1937 oder 1938 – den Premix B and B auf den Markt gebracht, wobei Bénédictine und Cognac im Verhältnis 60:40 gemischt worden seien.
Wie Bénédictine ist auch B & B ein Likör im Sinn der EU-Spirituosenverordnung mit dementsprechend hohen Zuckergehalt, jedoch durch den enthaltenen Cognac im Vergleich zum Original trockener, das heißt weniger süß. Die Farbe ist heller und eher golden als kupferfarben. Nach wie vor wird B & B vor allem für den US-amerikanischen Markt produziert. Dort übersteigen seine jährlichen Verkaufszahlen seit 1957 die von Bénédictine. In Europa ist B & B zumeist nur in Onlineshops sowie zusätzlich in Fécamp erhältlich. B & B hatte früher (wie auch Bénédictine) einen Alkoholgehalt von 43 % vol. und wird heute mit 40 % vol. angeboten.
Als Cocktail wird B & B meist aus gleichen Teilen Bénédictine und Cognac gemixt. Charles Schumann empfiehlt ein Verhältnis von drei Teilen Weinbrand („Brandy“) zu zwei Teilen Bénédictine, wobei der Drink in einem Tumbler (Becherglas) auf Eiswürfeln gerührt und auch aus diesem getrunken wird. Alternativ könne man den Cocktail ungekühlt genießen, dazu werden die Zutaten ohne Eis in einem Rührglas gemixt und in einem Sherryglas serviert. Es ist auch möglich, den zuvor auf Eis oder in einem gefrorenen Rührglas gerührten, also idealerweise kaum verwässerten Cocktail ohne Eis in einem vorgekühlten Glas zu servieren, wobei der Mixology-Autor und Barkeeper Marco Beier die Mischung von Brandy und Bénédictine im Verhältnis 2:1 bevorzugt.

## Verwendung

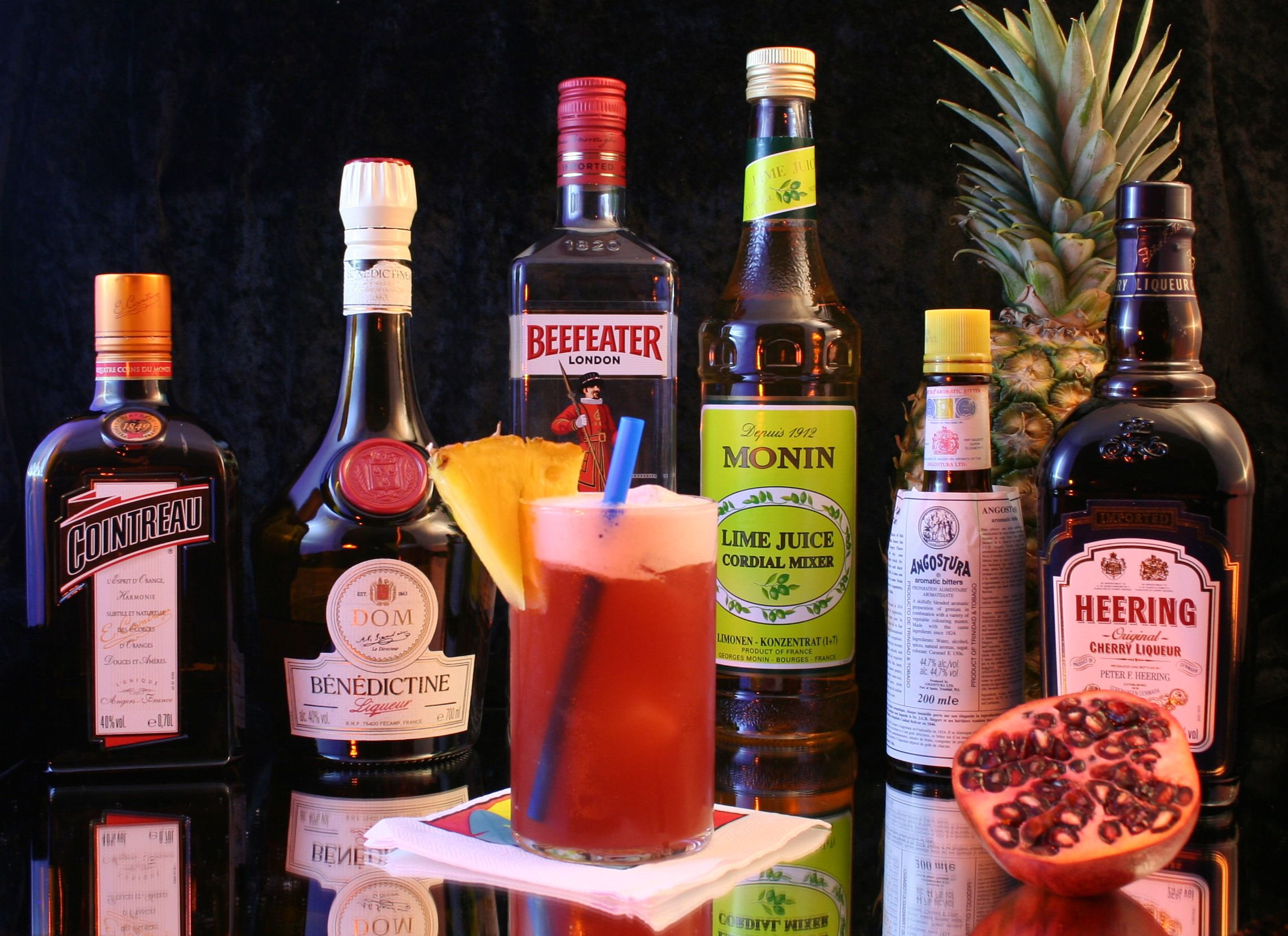
Bénédictine als Zutat für den Cocktail Singapore Sling

Bénédictine wird seit Ende des 19. Jahrhunderts international vermarktet und ist eine verbreitete Zutat in Cocktails und Mixgetränken. Mixrezepte mit Bénédictine finden sich beispielsweise in einer Sammlung, die 1900 in Chicago erschien. In einem Barbuch aus den 1930er Jahren wird Bénédictine als „einer der beliebtesten von allen Likören“ bezeichnet.
Bekannte Cocktails mit Bénédictine sind Singapore Sling, Prince of Wales, Vieux Carré, Widow’s Kiss, die Martini-Variante Martini Rolls Royce, die Manhattan-Variante Bobby Burns sowie B & B, eine Mischung aus Bénédictine-Likör und Cognac, die es auch als Fertigprodukt gibt (siehe Abschnitt B & B).
Darüber hinaus wird der aromatische Likör auch als Zutat für Torten, Desserts und Konfekt verwendet.
Größter gastronomischer Einzelabnehmer für Bénédictine soll ein Herrenclub für Minenarbeiter im englischen Burnley sein, dessen knapp 500 Mitglieder angeblich pro Jahr über 1.000 Flaschen leeren. Britische Soldaten aus der Region Lancashire, die im Ersten Weltkrieg bei Fécamp stationiert waren, hatten den Likör in ihre Heimat mitgebracht. Beliebteste Trinkvariante sei „Bene’n’hot“, also Bénédictine mit einem Schuss heißen Wassers.

## Rezeption
Die Likörflasche mit der charakteristischen Form wurde bereits 1884 im Roman Gegen den Strich von Joris-Karl Huysmans beschrieben. Sie ist auch auf zahlreichen Kunstwerken zu finden, zum Beispiel auf Gemälden von Paul Gauguin (1893) und Henri Rousseau (1908), ferner Carl Larsson und Samuel Peploe („Stilleben mit Bénédictine-Flasche und Obst“).
Zu den bekanntesten Bénédictine-Liebhabern gehörte die Wiener Femme fatale Alma Mahler-Werfel, die den Likör neben Champagner täglich genossen haben soll. Johannes Trentini erwähnte in seinen Erinnerungen, wie sie ihm anlässlich des Todes seines Vaters Albert von Trentini sogar eine Flasche als Trostgeschenk mitbrachte, was Johannes Trentini allerdings geschmacklos fand.